# لوکا ایلیچ
لوکا ایلیچ (سیریلیک صربی: Лука Илић؛ زادهٔ ۲ ژوئیهٔ ۱۹۹۹) بازیکن فوتبال اهل صربستان است.
از باشگاه‌هایی که در آن بازی کرده‌است می‌توان به باشگاه فوتبال ناک بردا اشاره کرد.
وی همچنین در تیم ملی فوتبال صربستان بازی کرده‌است.